# Chris Lammons
Christopher Lamar Lammons (31 gennaio 1996) è un giocatore di football americano statunitense che milita nel ruolo di cornerback per gli Indianapolis Colts della National Football League (NFL).

## Carriera

### Atlanta Falcons
Lammons firmò con gli Atlanta Falcons dopo non essere stato scelto nel Draft NFL 2018 il 28 aprile 2018. Fu svincolato il 1º settembre 2018.

### New Orleans Saints
Lammons firmò con la squadra di allenamento dei New Orleans Saints il 3 ottobre 2018 ma fu svincolato il 20 ottobre.

### Miami Dolphins
Lammons firmò con la squadra di allenamento dei Miami Dolphins il 28 novembre 2018, passandovi il resto della stagione. Debuttò come professionista l'8 settembre 2019 contro i Baltimore Ravens, facendo registrare un passaggio deviato. Nella settimana 13 contro i Philadelphia Eagles, Lammons intercettò un passaggio di Carson Wentz nel finale del quarto periodo, sigillando la vittoria per 37–31 dei Dolphins. Fu svincolato il 7 dicembre 2019.

### Kansas City Chiefs
Il 10 dicembre 2019, Lammons firmò con la squadra di allenamento dei Kansas City Chiefs. Vi rimase per il resto della stagione, incluso durante la vittoria dei Chiefs del Super Bowl LIV.

## Palmarès
- Super Bowl : 1

Kansas City Chiefs: LIV
- American Football Conference Championship: 1

Kansas City Chiefs: 2019